# Castello di Borgonovo Val Tidone
Das Castello di Borgonovo Val Tidone ist eine mittelalterliche Burg in der Gemeinde Borgonovo Val Tidone in der italienischen Region Emilia-Romagna. Das Gebäude steht in der Mitte des Dorfes in der Poebene am Ausgang des unteren Tidone-Tals im Verlauf der ehemaligen Staatsstraße 412 durch das Tidone-Tal.

## Geschichte
Das „Oppidun‘ Borgonuovo“ wurde 1196 von der Stadt Piacenza in der Nähe eines Ortes gegründet, der damals „Casarnerio“ hieß, um die Westgrenze des Territoriums von Piacenza gegen feindliche Überfälle zu verteidigen. Der Ort wurde „Borgonuovo“ – im Gegensatz zu „Borgo San Donnino“, dem heutigen Fidenza – genannt, das damals zum Territorium von Piacenza gehörte. Drei Jahre nach dem Bau des Komplexes wurde dieser von den Truppen von Pavia bis auf die Grundmauern niedergebrannt; diese profitierten davon, dass der größte Teil der Streitkräfte Piacenzas damals damit beschäftigt war, in der Schlacht um Fidenza zu kämpfen, einem Händel, in dem sie obendrein von Streitkräften Parmas besiegt wurden.
Im Jahre 1215 griff die Armee Pavias erneut den Ort an und versuchte, ihn zu erobern, was ihr aber nicht gelang und wobei auch einige Kriegsflaggen geraubt wurden. 1237 waren es die Kräfte Piacenzas selbst, die nach einem expliziten Befehl des Podestats Arrigo da Monza den Komplex anzündeten und zerstörten, um zu verhindern, dass er von Kaiser Friedrich II. erobert würde, der zu diesem Zeitpunkt sich in der Nähe von Pavia aufgehalten haben soll.
1267 wurde die Burg von den ghibellinischen Streitkräften von Ubertino Landi beschädigt, die auch 1270 wiederkehrten, ebenso, wie 1272, als sie aus Piacenza flohen. In den ersten Jahren des 14. Jahrhunderts wurde die Burg von der Familie Arcelli gehalten, die damals mit den Viscontis verbündet waren. 1313 bat Galeazzo I. Visconti darum, dass Leonardo Arcelli ihm die Kontrolle über Borgonovo überlasse; dieser lehnte aber ab. Visconti setzte daraufhin eine Streitmacht in Marsch, die unter der Führung des Condottiere Guidotto Sanaserio stand, dessen Sohn Gefangener der Familie Arcelli war, mit dem Auftrag, das Dorf zu erobern. Nach einer Reihe harter Kämpfe siegte die Familie Arcelli, auch wenn das Dorf mit Razzien überzogen und die Burg teilweise zerstört wurde.
Der Familie Arcelli gelang es, zwischen 1322 und 1355 die Burg wieder in ihren Besitz zu bringen, eine Zeit, in der das Territorium von Piacenza unter der Kontrolle des Papstes stand, bevor sie sie erneut durch die Wiedereroberung der Gegend durch Azzo Visconti an die Viscontis verloren. 1372 gehörte Borgonovo zu den wenigen Zentren, die sich geweigert hatten, sich unter die Autorität der Kirche zu stellen, blieb der Regierung der Viscontis treu und wurde daher von den Streitkräften des päpstlichen Kommandanten Dondazio Malvicini und dem Legaten des Kirchenstaates, Pietro Butuicense, ausgeraubt und erobert.
Als Borgonovo 1412 wieder unter die Kontrolle der Viscontis zurückgekehrt war, gewährte der Herzog von Mailand, Filippo Maria Visconti, Bartolomeo und Filippo Arcelli das Lehen von Borgonovo und Castel San Giovanni, ein Titel, der auch mit dem des Grafen des Tidone-Tals verbunden war. 1417 wurden die Arcellis dennoch von der Regierung der Viscontis zu Rebellen erklärt. Bartolomeo und Giovanni Arcelli, die Söhne von Filippo, wurden in einer Schlacht in der Nähe von Gavi besiegt und von Francesco Bussone da Carmagnola, der sie nach Borgonovo begleitete, gefangen genommen, laut einigen Geschichtswissenschaftlern in der Nähe der Festung Sant'Antonio in Piacenza, wohin sich Filippo geflüchtet hatte, und, nachdem dieser sich geweigert hatte, seine Waffen niederzulegen, zum Tode durch den Strang verurteilt, wodurch Filippo sich gezwungen sah, sich in die Republik Venedig zu flüchten.
1438 wurde Borgonovo, das inzwischen zur Markgrafschaft erhoben worden war, an Niccolò Piccinino verlehnt, dem 1445 seine Söhne Francesco und Jacopo folgten. 1449 wurde auf Geheiß des neuen Herzogs von Mailand, Francesco I. Sforza, das Lehen von Borgonovo den Piccininos abgenommen und an Lazzaro Arcelli übertragen, nach dessen Tod es unter Nichtbeachtung dessen testamentarischen Willens an Sforza Secondo Sforza, den unehelichen Sohn von Francesco und Gemahl von Antonia Dal Verme, übertragen, der 1468 zum Grafen von Borgonovo erhoben wurde.
1482, als Sforza Secondo Sforza starb und ihm sein Neffe Alessandro nachfolgte, der seinerseits unter dem Schutz seiner Mutter Franceschina Borromeo stand, wurde die Burg von den Franzosen belagert, denen sich Franceschina zu ergeben weigerte. Die Erben der Sforzas behielten die Kontrolle über Borgonovo bis 1679, als Alessandro III. ohne Erben verstarb und das Lehen von der herzoglichen Liegenschaftsverwaltung der Farneses verwaltet wurde, wonach die Angehörigen verschiedener Nebenzweige der Familie Sforza davon überzeugt wurden, auf ihre Rechte gegen Pensionen zu verzichten. Die herzogliche Liegenschaftsverwaltung überließ 1691 die Burg den Markgrafen Zandemaria, die ihren Umbau in eine Adelsresidenz, versehen mit einer Pinakothek mit 240 Werken von berühmten Malern, wie Antonio da Correggio, Il Guercino und Guido Reni, einleiteten.
Am 13. September 1875 überließen die Markgräfin Adele Cesena und ihre Schwester Carlotta, deren Gatten Angehörige der Familie Zandemaria waren, die Burg der Gemeinde Borgonovo gegen eine Zahlung von 80.000 Lire. Nach dem Kauf leitete die Gemeinde Arbeiten zur Auffüllung des Burggrabens und zur Einebnung der Böschungen ein, um Arbeit für arbeitslose Gemeindemitglieder zu schaffen, und wandelte danach das Gebäude in Gemeindebüros, den Sitz des Bezirksgerichtes und des Bezirksgefängnisses um.
In der zweiten Hälfte des 20. Jahrhunderts wurden an dem Gebäude bedeutende Restaurierungsarbeiten durchgeführt.

## Beschreibung
Die Burg, die sich in gutem Erhaltungszustand präsentiert, ist vollständig aus Mauerziegeln errichtet und hat einen rechteckigen Grundriss mit zwei Türmen an der Südwest- und an der Nordostecke. Die Fassaden zeigen ein für das 14. Jahrhundert typisches Sägemuster.
Es gibt zwei Eingänge, einen außermittig auf der Südseite in der Nähe des Turms und einen auf der gegenüberliegenden Seite. Beide Eingänge erreicht man über Rundbogenbrücken aus Mauerwerk, die den vollkommen ausgetrockneten Burggraben überspannen. Die beiden Brücken wurden als Ersatz für die vorherigen Zugbrücken errichtet, deren Gelenke bei den Restaurierungen im 20. Jahrhundert entdeckt wurden.
An den Fronten sieht man einige Spuren von Zinnen, sowie einige Veränderungen, denen die Eingänge im Laufe der Zeit unterworfen wurden.
Im Gegensatz zum Äußeren der Burg, das ziemlich entsprechend dem Originalzustand erhalten wurde, wurden die Innenräume im 18. Jahrhundert grundlegend umgebaut; in dieser Zeit wurden auch die Loggia mit drei Stockwerken und drei bis vier Bögen sowie die große Treppe mit doppeltem Zug realisiert.